# شريان صدغي سطحي
الشريان الصدغي السطحي (بالإنجليزية: Superficial temporal artery)‏ هو الشريان الرئيسي في الرأس. أصله من الشريان السباتي الظاهر الذي يتفرع إلى الشريان الصدغي السطحي وشريان الفك العلوي.
يمكن جس نبضه أعلى القوس الوجنية، أعلى وأمام الزنمة.